# Dakaria pristina
Dakaria pristina är en mossdjursart som först beskrevs av Walter Douglas Hincks 1883.  Dakaria pristina ingår i släktet Dakaria och familjen Watersiporidae. Inga underarter finns listade i Catalogue of Life.